# Apanteles singularis
Apanteles singularis är en stekelart som först beskrevs av Yang och You 2002.  Apanteles singularis ingår i släktet Apanteles och familjen bracksteklar. Inga underarter finns listade i Catalogue of Life.